# Hoya mengtzeensis
Hoya mengtzeensis är en oleanderväxtart som beskrevs av Ying Tsiang och P. T. Li. Hoya mengtzeensis ingår i släktet Hoya och familjen oleanderväxter. Inga underarter finns listade i Catalogue of Life.